# Simone Duhart
Simone Duhart (* 7. Januar 1915 in Courbevoie, Département Seine, Frankreich als Simone Fumé; † 4. Juli 1984 in Clichy, Département Hauts-de-Seine, Frankreich) war eine französische Schauspielerin.

## Leben
Simone Duhart wurde 1915 in Courbevoie geboren.
1947 hatte Duhart bei dem Film Der Geheimpolizist erstmals eine Rolle inne. 1967 stand sie in der Fernsehserie Les créatures du bon Dieu erstmals für das Fernsehen vor der Kamera. Ihre erste wiederkehrende Rolle hatte sie 1977 bis 1978 in der Fernsehserie Mini-chroniques.

## Filmografie
- 1947: Der Geheimpolizist (Un flic)
- 1949: Interdit au public
- 1950: Adémaï au poteau-frontière
- 1952: Le crime du Bouif
- 1954: Erwachende Herzen (Le Blé en herbe)
- 1954: Die Luft von Paris (L’Air de Paris)
- 1956: Gervaise
- 1957: Fernand Clochard
- 1960: Zazie (Zazie dans le métro)
- 1960: Pierrot la tendresse
- 1963: Die Jungfrauen (Les vierges)
- 1966: Geld oder Leben (La Bourse et la vie)
- 1967: Les créatures du bon Dieu (Fernsehserie, Folge 1x02)
- 1968: Die große Aktion (La grande lessive)
- 1969: Drei Mann auf einem Pferd (Trois Hommes Sur Un Cheval)
- 1974: La folie des bêtes (Fernsehserie, Folge 1x01)
- 1974: Irrtum einer Liebesgeschichte (On s’est trompé d’histoire d’amour)
- 1974: Au théâtre ce soir (Au Theatre Ce Soir, Fernsehserie, Folge 9x09)
- 1974: Q (Histoires De Q)
- 1975: Der liebe Victor (Ce cher Victor)
- 1976: Calmos
- 1976: La folle de Chaillot (Fernsehfilm)
- 1977–1978: Mini-chroniques (Les minichroniques, Fernsehserie, 2 Folgen)